# Treći anglo-nizozemski pomorski rat
Treći anglo-nizozemski pomorski rat dogodio se kada je pod uplivom devolucionog rata i opasnosti koja je prijetila od Kraljevine Francuske, Nizozemska zajedno s Engleskom i Švedskim Carstvom dogovorila Trojni savez kojem je uspjelo obustaviti francuske pretenzije prema Španjolskoj, Nizozemskoj i Slobodnoj Grofoviji Franche-Comté. Kada je Francuskoj uspjelo privući na svoju stranu Švedsko Carstvo, a zatim i prezaduženog engleskog kralja Karla II., Nizozemska se našla u većoj opasnosti nego ikada prije.

## Stanje mornarica sukobljenih strana

###### Nizozemska
Pri izbijanju rata Nizozemska je imala spremno 72 linijska broda, 24, fregate i 24 brandera. 

###### Engleska
Engleska flota je bila pojačna novim linijskim brodovima (bilo ih je jednaki broj kao i nizozemskih) i obučena na iskustvima iz prethodna dva rata. Uveden je i signalni kod za zapovijedanje, prvi ovakve vrste. 

###### Francuska
Francuska flota je bila ravna engleskoj po broju brodova, naoružanju i posadama, ali bez dovoljno ratnog iskustva. Za suradnju s Englezima Francuzi su 1672. opremili 30 linijskih, 5 manjih ratnih brodova i 8 brandera. 

## Objava rata i djelovanja u La Mancheu 1672. godine
Da bi izbjegla rat, Nizozemska je popuštala pred Engleskom do krajnjih granica, ali bez uspjeha. Englezi su početkom ožujka 1672., bez objave rata napali u La Mancheu nizozemski konvoj od 72 trgovačka broda koji se vraćao iz İzmira, a 29. ožujka objavili rat Nizozemskoj s početkom od 7. travnja. Tog je dana u sukob ušla i Francuska, a njoj su se priključili biskupi Münstera i Kölna. 
Nizozemska flota bila je spremna sredinom svibnja, kada su se protivničke flote već spojile. Zbog toga su Nizozemci odlučili da bitku prihvate samo u svojim vodama. Prepad na ušće Temze, izveden krajem maja po traženju vlade, osujećen je engleskim odbrambenim mjerama. 
Krajem svibnja otpočele su operacije i na kopnu. Doznavši da je anglo-francuska flota od 71 linijskog broda i većeg broja na sidrištu u Solebayu doveden u nepovoljan položaj, admiral de Ruyter odlučio ju je napasti, iako je bio brojčano slabiji. Bitkom kod Solebaya 7. lipnja 1672. Nizozemci su spriječili prebacivanje savezničkih snaga i mogući desant u Nizozemsku, baš u trenutku kada je ona dovedena u vrlo tešku situaciju i na kopnu. Ipak se saveznička flota, s ukrcanim desantnim jedinicama, pojavila pred Texelom. Njezin zapovjednik vojvoda od Yorka, pokušavao je izmami Ruytera iz pozicije iza pličina i sprudova ušća rijeke Meuse. Ta igra mamljenja trajala je sve sve do 21. srpanja, kada je nastupilo dugotrajno nevrijeme koje je razbilo savezničku flotu i primoralo je da se uz velika oštećenja vrati u Englesku, odnosno Francusku. Time su ratna djelovanja u 1672. završena. 

## Pokušaji savezničkih invazija i završetak ratovanja na moru
Princ William Oranski, novoimenovani namjesnik Nizozemske, objedinio je 1672. kao general-admiral rukovođenje ratnom mornaricom, na čije je čelo postavio de Ruyter i omogućio mu da sprovede nužne mjere radi podizanja borbene spremnosti flote. On je 7. i 14. lipnja 1673. dočekao savezničku flotu iza pličina Schoonevelda i u dvama uzastopnim bitkama spriječio pokušaj desanta. No, saveznici nisu odustajali te su krajem srpnja 1673. ponovno uputili flotu za desant. Do nove bitke je došlo tek 21. kolovoza kod Texela koju je de Ruyter uvečer prekinuo. Poslije toga saveznici su konačno odustali od desanta na Nizozemsku i vratili su se u svoje luke. Englezi su raspustili flotu, što je de Ruyteru omogućilo da preprati konvoj iz područja pod kontrolom Nizozemske istočnoindijske kompanije, čiji je bogati teret omogućio daljnji nastavak rata. Nizozemci su krajem rujna raspustili flotu, a posade su iskoristili za rat na kopnu. Na moru je nastavljeno samo gusarenje. 

## Kraj rata i njegove posljedice
Mir između Engleske i Nizozemske sklopljen je 19. veljače 1674. u Westminsteru, a rat s Francuskom vodio se još sljedećih 4 godine, ali izvan nizozemskih voda. Westminsterskim mirom, Nizozemci su priznali bezuvjetno prvenstvo Engleske na moru, pravo engleske ratne na pozdrav, ustupili su joj New Amsterdam koji su u toku rata potvratili, priznali su Engleskoj ratne povlastice u Istočnoj Indiji i platili 2 milijuna guldena (ƒ) odštete. Anglo-nizozemskim pomorskim ratovima Nizozemska je prisiljena da prvenstvo u prekomorskoj trgovini i kolonijama prepusti industrijski razvijenoj Engleskoj.